# Japán whisky

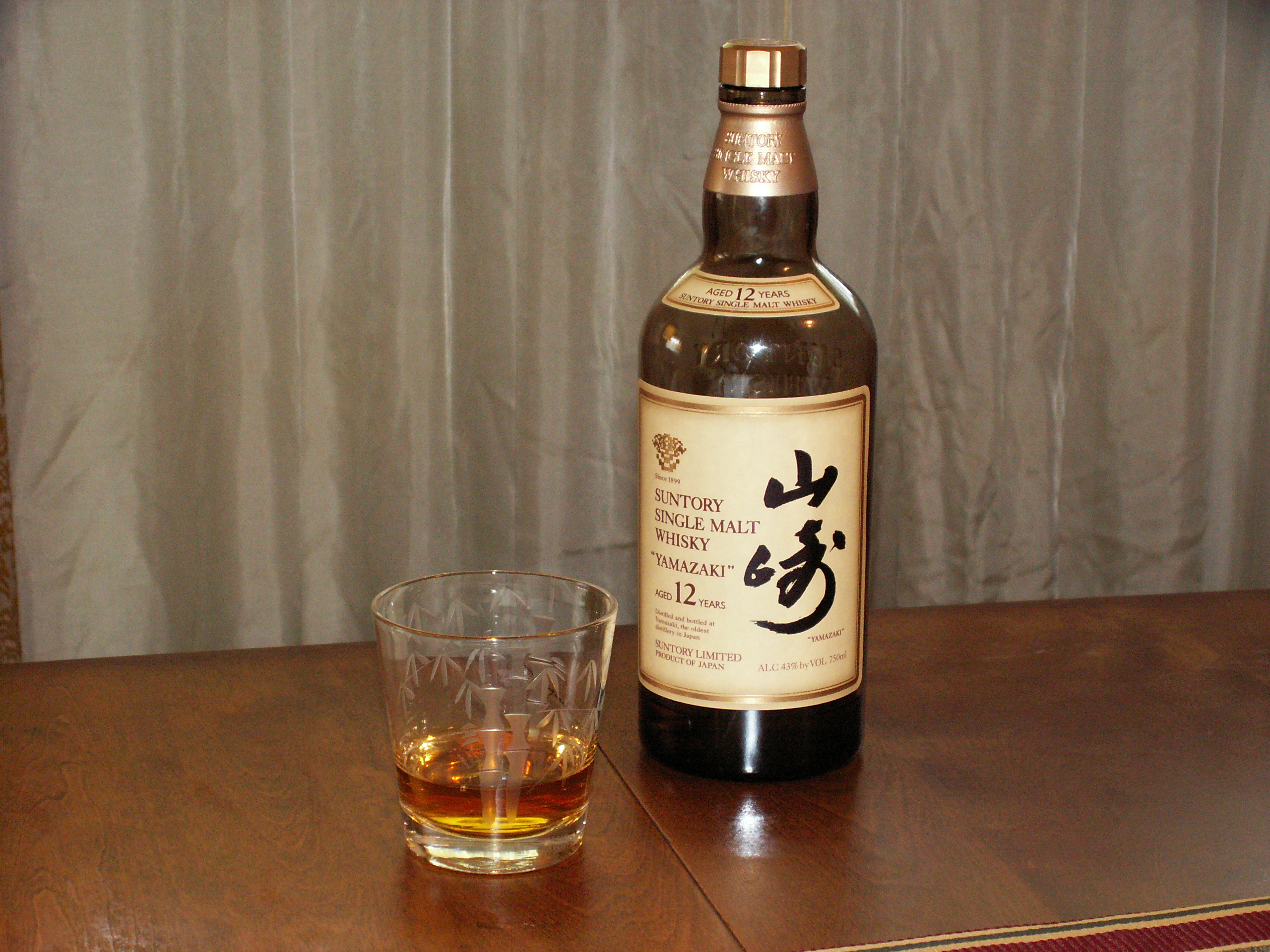
Suntory Single Malt Whisky 'Yamazaki'

A japán whisky mintája a skót malátawhisky, bár van példa japán kevert whiskyre is. Az árpamalátát égetőkemecében szárítják, nagyon kevés tőzeg adagolásával, a cefrét kisüsti módszerrel párolják. Hosszú ideig úgy gondolták, hogy a skót típusú whisky, ha nem Skóciában készül, akkor sokkal gyengébb minőségű, mint a skót whisky, de vak kóstolással végrehajtott összehasonlítások (Whisky Magazine) azt mutatták, hogy nincs minőségbeli különbség, sőt néhány márka (nevezetesen a Yoichi és a Yamazaki) felülmúlták pontszámban skót megfelelőjüket. A jó minőségű whiskyfőzés japán meghonosítói Torii Sindzsiro és Takecuru Maszataka voltak.

## Története

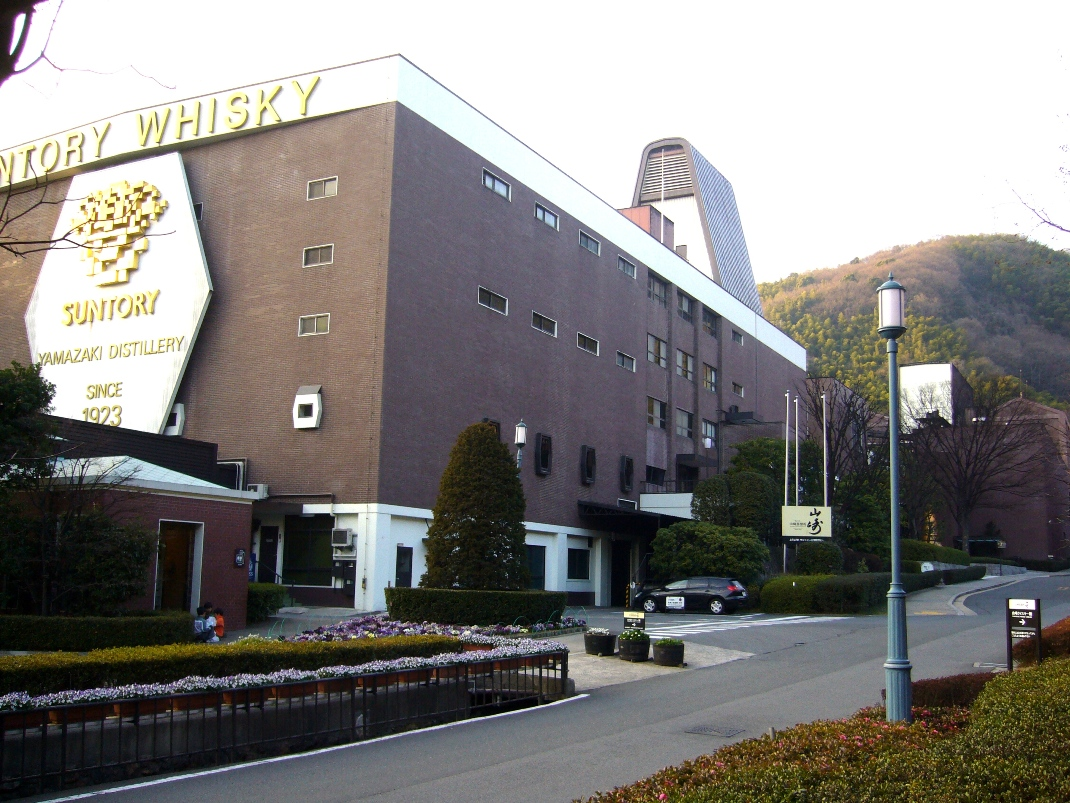
Suntory Yamazaki Distillery

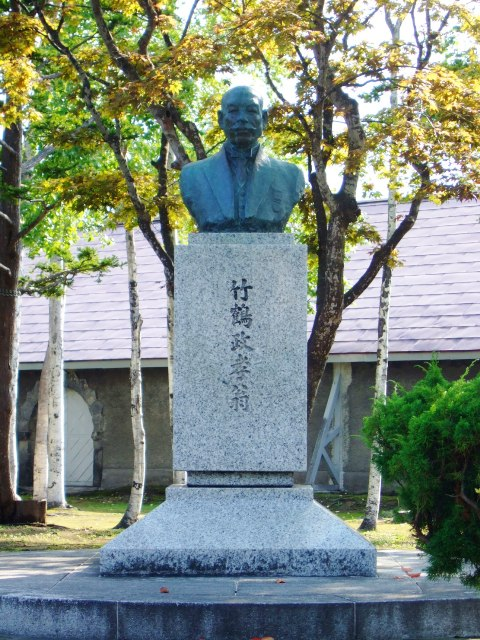
Takecuru Maszetaka mellszobra Joicsiben, Hokkaido

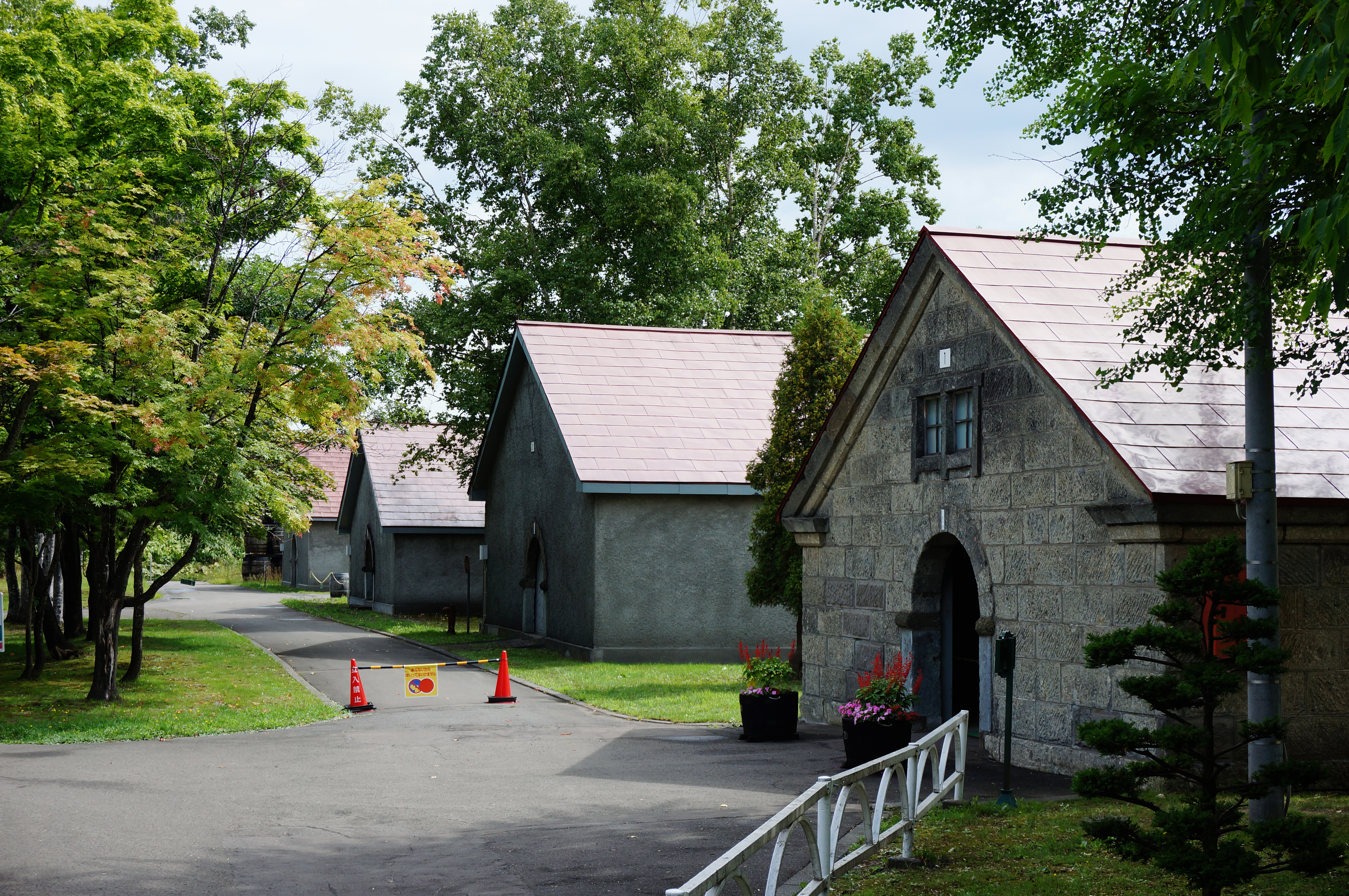
Nikka Yoichi Distillery

Japán hagyományos röviditala a sócsú, illetve a lepárlás nélkül készült, de szintén röviditalként fogyasztott szaké. 1854-ben Matthew C. Perry sorhajókapitány a császári udvar részére egy hordó és még 110 gallon whiskyt vitt magával, amikor kereskedelmi szerződést kötött Japánnal. Ez megnyitotta a Japán piacot a külföldi áruk előtt. A 19. század második felében azután kezdtek külföldi italokat importálni, és a gyógyszerüzletekben nyugati módra szeszt is főzni. 1871-ben Jokohama Jamasita városrészében nyílt meg az első nagyobb szeszfőzde.
1888-tól Oszakában Konisi Giszuke készített „whiskyt”, brandyt és sört. Itt dolgozott unokaöccse, Torii Sindzsiro. Takecuru Maszataka a nagy alkoholgyártónál, a Settsu Shuzonál kezdte pályafutását, ami egy leírás szerint kezdetben mesterséges szeszek, valamint cukor, fűszerek, ízanyagok és illatszerek varázslatos keverését jelentette.
Takecuru Maszataka 24 éves korában, 1918 decemberében Glasgowba utazott és beiratkozott a Glasgow University kémiai kurzusára. 1919. április 17-én a Caledonian Railway vonatán északnak indult. Perthben átszállt a North Highland Railway vonatára és Elginbe a Speyside whiskyrégió szívébe érkezett. Itt élt J. A. Nettleton, akinek whiskyről írt könyvét már korábban bibliaként forgatta. A könyvet lefordította japánra és kurzusokat szeretett volna Nettletontól, aki azonban olyan magas árat kért ezért, ami egy nagyságrenddel meghaladta az ő jövedelmét. Ezért csalódottan inkább végigjárta a szeszfőzdéket, ahol a munkások készségesen megosztották vele tudásukat. Ő gondosan feljegyzett mindent, például a pontos hőmérsékletet, amin a maltóz és dextróz keletkezik. 1920-ban igen részletes tudással tért vissza Japánba. Itt azonban alkalmazója a Settsu Shuzo társaság nem akarta alkalmazni a valódi whyskikészítő eljárást, ezért 1922-ben otthagyta őket.
1923 októberében, egy hónappal a Tokiót és Jokohamát leromboló földrengés után Torii Sindzsiro Kioto és Oszaka között vásárolt földet és felépítette a Yamazaki lepárlót, a későbbi Suntory és Japán első valódi whiskylepárlóját. Vezető menedzsere Takecuru Maszataka lett. 1934-ben Takecuru önállósította magát, Hokkaido szigetén Joicsiben vásárolt földet és épített lepárlót, a Yoichit. Ez lett a későbbi Nikka lelke, a Suntory legnagyobb riválisa. Takecuru első saját whiskyjét 1940-ben dobta piacra.
A japán whiskytermelés felfutását nagyban elősegítette a japán haditengerészet támogatása, amely úgy itta a whiskyt, mint a brit haditengerészet a rumot. A második világháború idején a Yoichinek kiemelt ellátást biztosítottak.